# Grand Prix automobile de Caen

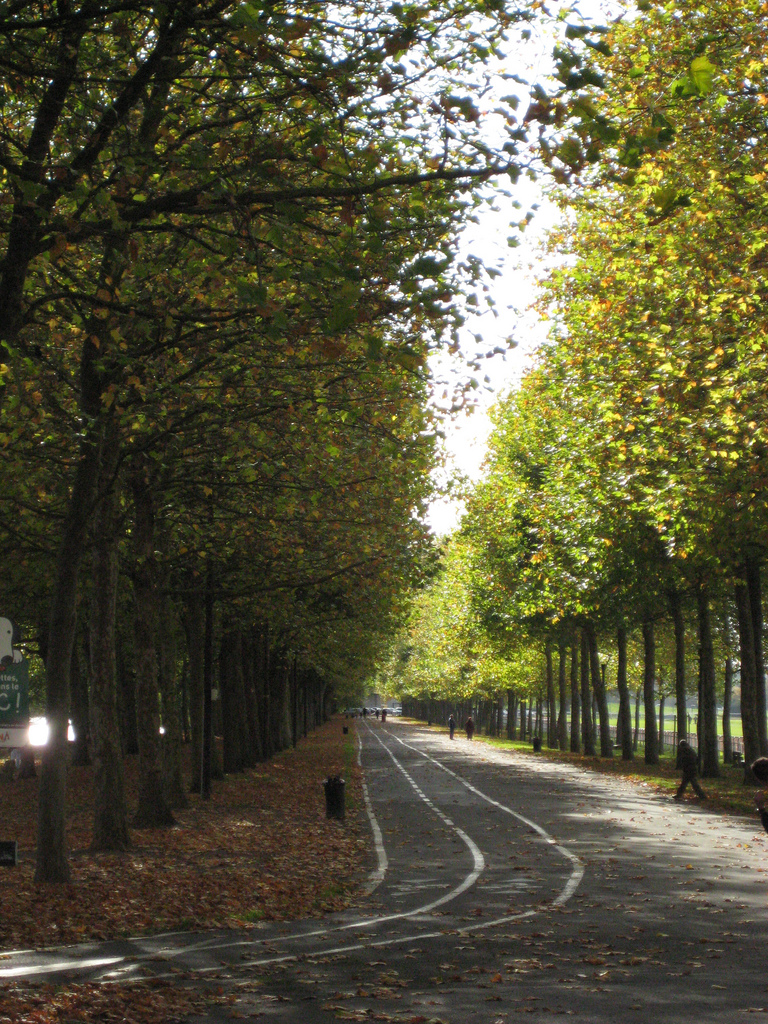
Le cours Général Kœnig, portion du trajet du circuit de la Prairie.

Le Grand Prix automobile de Caen était une compétition automobile internationale de Formule 1 organisée par l'Automobile Club de l'Ouest, qui se courait entre la mi-juillet et la fin août autour de la Prairie et de l’hippodrome, à proximité du centre de Caen. Elle n'a pas été intégrée au championnat du monde de la spécialité.

## Histoire
Avant le premier conflit mondial, quelques « coupes de Normandie » ont aussi été disputées à Caen, entre amateurs (la cinquième édition pour ces voiturettes ayant lieu en 1909, remportée alors par Georges Boillot sur Peugeot bicylindre en V de l'ingénieur Michaux devant son coéquipier Giosuè Giuppone et, la sixième en 1910, Jules Goux s'imposant avec la même voiture devant Boillot, toujours sur le circuit de la Maladrerie).
Après la Seconde Guerre mondiale, lors de la reconstruction de Caen, les boulevards sont créés ou élargis. Un circuit automobile est alors créé autour de l'hippodrome de la Prairie.
Sous l'impulsion d’Yves Guillou, alors maire de Caen, avec l’aide de l'Automobile Club de l'Ouest et de la toute jeune écurie de passionnés Léopard, le premier meeting est organisé en 1952.
Deux buts étaient recherchés. Le premier était de présenter au public de véritables bolides, comme des Gordini, des Ferrari, des Cooper et des voitures d’autres constructeurs. Des bolides pilotés par de grands champions comme Jean Behra, Maurice Trintignant, Stirling Moss et d’autres as du volant, tout en permettant aux pilotes régionaux de participer aux courses de voiture de tourisme comme des Renault 4CV, des Citroën Traction Avant, et de véhicules Grand Tourisme avec des Porsche, des Alpine, des DB, des Panhard, etc. Parfois, ces réunions étaient complétées par des motos et de très spectaculaires side-cars. 
Le grand prix proprement dit s'est disputé à six reprises entre 1952 et 1958, sur le circuit temporaire de la Prairie, grossièrement rectangulaire et d'une longueur variant de 4,121 km en 1952, puis 3,523 km en 1953 et 1954,, et enfin 3,520 km entre 1956 et 1958,,. Le circuit utilise les boulevards longeant de l'hippodrome de la ville, en utilisant sa grande tribune, pour une longueur totale de course de plus de 300 kilomètres. 
La première édition, le 27 juillet 1952, est régie par un règlement de type Formule 2 et l'on relève entre autres des Panhard, des D.B., des F2 HWM et un châssis BMW. Maurice Lecoutey de l’écurie Léopard, sur BMW remporte la course dans sa catégorie, et Maurice Trintignant sur Gordini triomphe en Formule 2.
En 1953, après la prestation des motos et side-cars, les Sport « type Le Mans » prennent la piste pour une épreuve d'endurance. Sur la ligne d'arrivée, passent des Panhard, D.B., Gordini T15S et T24S, Maserati A6GCS, Aston Martin DB3, HWM, Jaguar et autre Frazer Nash (8 arrivants). La victoire revient à Pierre Chancel sur Panhard Riffard.
Les Formule 1 apparaissent sur le circuit de la Prairie en 1954 pour une compétition devenue internationale, trois semaines après le Grand Prix de France. En lever de rideau, se sont déroulées deux courses très animées : les motos et les DB « Monomill ». Pour le grand prix de F1, seuls dix pilotes sont au départ. Lors du tour de formation, le moteur de la Maserati privée de l'argentin Roberto Mieres prend feu. Ce dernier est gravement brûlé. C'est à nouveau Maurice Trintignant sur une Ferrari F1 qui s'impose.
La manifestation de 1955 est annulée à la suite de l'accident survenu aux 24 heures du Mans. Le sport automobile est alors interdit en France.
La reprise en 1956 s'effectue sous un véritable déluge. Ont d'abord lieu les traditionnelles courses de voitures de Tourisme et de Motos. Pour le Grand Prix, 13 pilotes sont au départ et l'équipe F1 d'Amédée Gordini forme le gros du peloton, avec quatre voitures d'usine, pour Robert Manzon, André Simon, Hermano da Silva Ramos et Georges Burgraff. Deux Formule 2 sont là aussi. Les dérapages et têtes à queue sont nombreux durant le Grand Prix qui est finalement remporté par Harry Schell au volant d’un Maserati de Formule 1.
En 1957, le plateau est composé de voitures de tourismes sportives, de motos et de side-cars. En Formule 1, le nombre de partants passe à 11. Les écuries officielles Maserati et Gordini sont absentes. Joakim Bonnier fait sa première course de Formule 1 et, Jack Brabham, Tony Brooks, Roy Salvadori, Luigi Piotti, Bruce Halford et Horace Gould sont présents. Jean Behra a dominé la course avec sa BRM et sort vainqueur d'un inoubliable duel avec Harry Schell également sur BRM.
En 1958, trois courses sont programmées : side-cars, motos, et le Grand Prix où sont mélangées les F1 et les F2. Sur 11 voitures alignées, il n'y a que cinq Formule 1, car le Grand Prix de Grande-Bretagne s'est disputé la veille. Jean Behra, Joakim Bonnier, Gerino Gerini, Stuart Lewis-Evans, Stirling Moss, Harry Schell et Maurice Trintignant disputent les deux courses. Après une lutte acharnée, la BRM à moteur avant de Jean Behra laisse gagner la petite mais agile Cooper à moteur central de Stirling Moss.
En 1959, le grand prix n'est pas organisé pour une question budgétaire. Les autos étant de plus en plus performantes, les exigences en matière de sécurité sont de plus en plus importantes. Le circuit ne correspond plus aux nouvelles normes établies. Le grand prix de Caen disparaît.
Entretemps, le circuit de Rouen-les-Essarts commence à accueillir, non loin de là, le Grand Prix de France, en 1952 et 1957, puis en 1962, 1964 et 1968.

## Palmarès

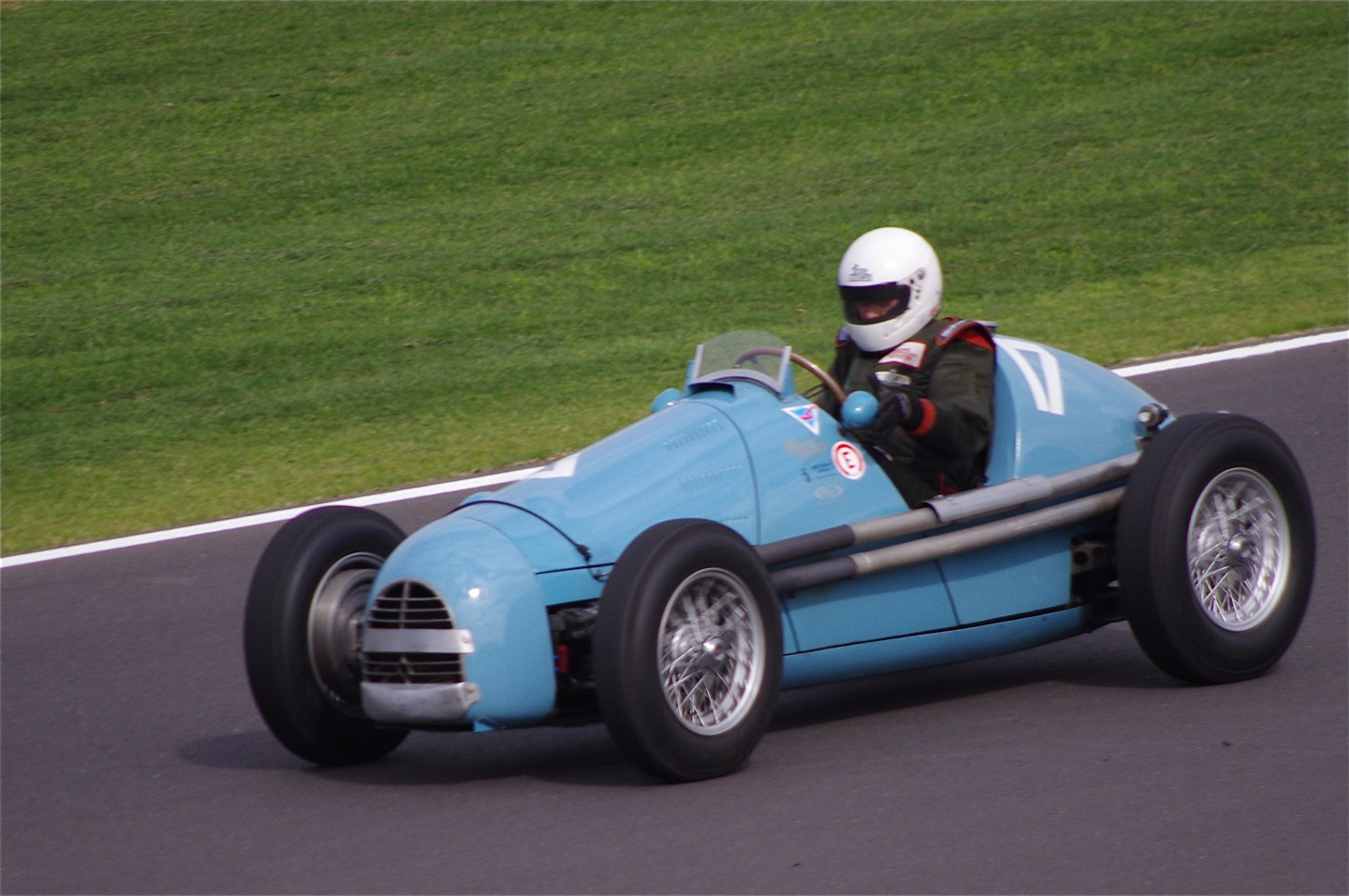
Une Gordini T16 (première lauréate).

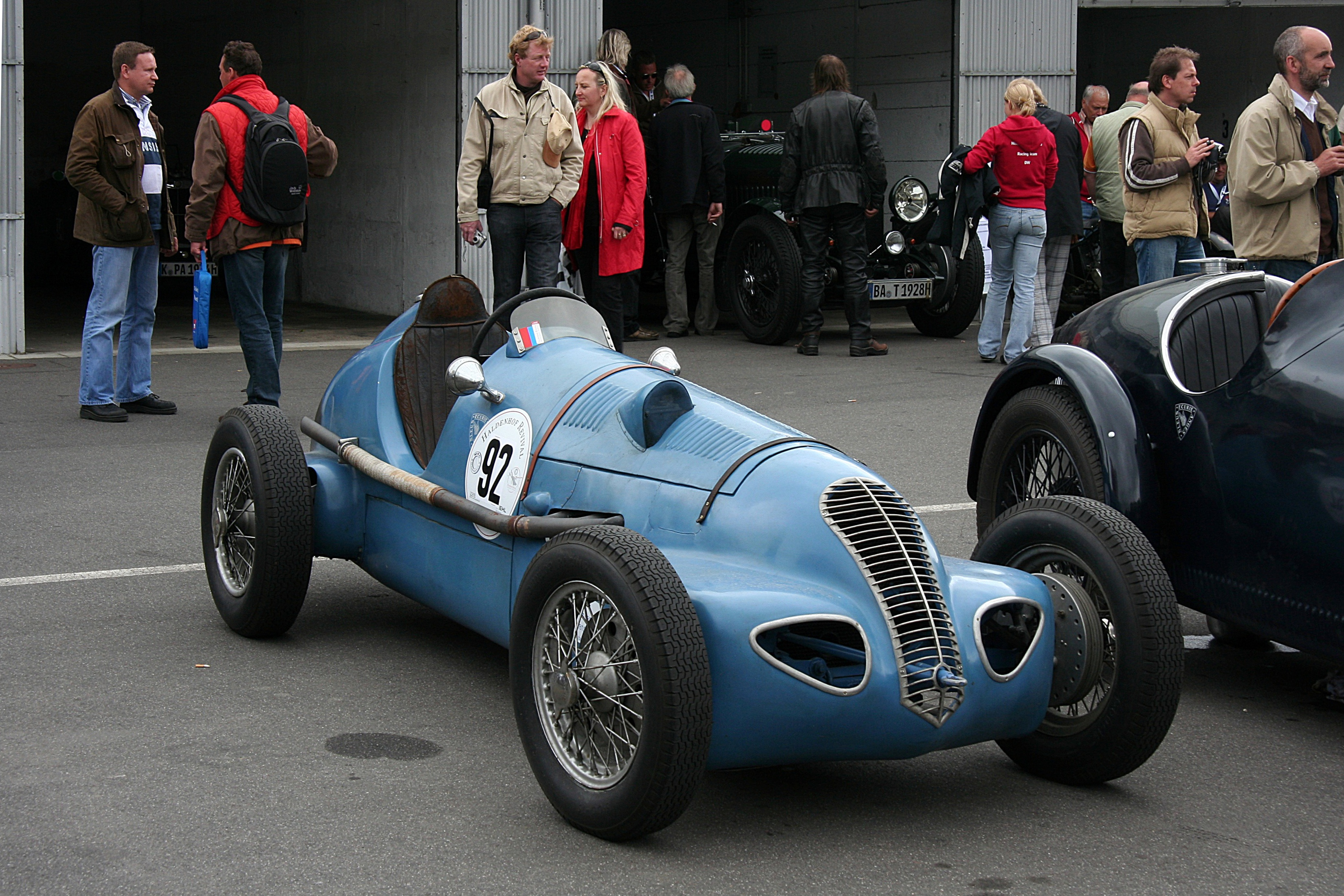
Autre voiture de la première édition, "La Pintade" 1.3 l, voiture personnelle de Théo Martins (une Simca Spéciale, dernière classée).

| Année | Date                                         | Pilote                                       | Voiture                                      | Écurie                                       | Catégorie                                    | Distance                                     | Tours                                        | Temps                                        |
| ----- | -------------------------------------------- | -------------------------------------------- | -------------------------------------------- | -------------------------------------------- | -------------------------------------------- | -------------------------------------------- | -------------------------------------------- | -------------------------------------------- |
| 1952  | 27 juillet                                   | Maurice Trintignant                          | Gordini T16                                  | Équipe Gordini                               | Formule 2                                    | 309,075 km                                   | 75                                           |                                              |
| 1953  | 25 juillet                                   | Pierre Chancel (de)                          | Panhard x85                                  | Privée                                       | Sport                                        | 302,978 km                                   | 86                                           | 2 h 53 min 17 s 2 (104,905 km/h)             |
| 1954  | 25 juillet                                   | Maurice Trintignant                          | Ferrari 625                                  | Scuderia Ferrari                             | Formule 1                                    | 211,38 km                                    | 60                                           |                                              |
| 1955  | Non couru (à la suite de l'accident du Mans) | Non couru (à la suite de l'accident du Mans) | Non couru (à la suite de l'accident du Mans) | Non couru (à la suite de l'accident du Mans) | Non couru (à la suite de l'accident du Mans) | Non couru (à la suite de l'accident du Mans) | Non couru (à la suite de l'accident du Mans) | Non couru (à la suite de l'accident du Mans) |
| 1956  | 26 août                                      | Harry Schell                                 | Maserati 250F                                | Officine Alfieri Maserati                    | Formule 1                                    | 300,35 km                                    | 54                                           |                                              |
| 1957  | 28 juillet                                   | Jean Behra                                   | BRM P25                                      | Owen Racing Organisation                     | Formule 1                                    | 302,72 km                                    | 86                                           |                                              |
| 1958  | 20 juillet                                   | Stirling Moss                                | Cooper T45-Climax                            | RRC Walker Racing Team                       | Formule 1                                    | 302,72 km                                    | 86                                           |                                              |

## Pole positions
- 1952 : Maurice Trintignant, sur Gordini Type 16 (équipe Gordini)
- 1953 : Pierre Levegh, sur Talbot T26 GS
- 1954 : Maurice Trintignant, sur Ferrari 625 (Scuderia Ferrari)
- 1956 : Roy Salvadori, sur Maserati 250F (Gilby Engineering Ltd.)
- 1957 : Jean Behra, sur BRM P25 (Owen Racing Organisation)
- 1958 : Stirling Moss, sur Cooper T45-Climax (R. R. C. Walker Racing Team)

## Meilleurs tours en course
- 1952 : Jean Behra, sur Gordini Type 16 (équipe Gordini)
- 1953 : Taso Mathieson, sur Maserati A6GCS (Scuderia della Guestella)
- 1954 : Stirling Moss, sur Maserati 250F (Officine Alfieri Maserati)
- 1956 : Roy Salvadori, sur Maserati 250F (Gilby Engineering Ltd.)
- 1957 : Jean Behra, sur BRM P25 (Owen Racing Organisation)
- 1958 : Jean Behra, sur BRM P25 (Owen Racing Organisation)